# Prabodh Chandra Bagchi
Pour les articles homonymes, voir Chandra.
Prabodh Chandra Bagchi (1898-1956) était un sinologue, indianiste et tibétologue d'origine bengalie. Il a été le troisième Upacharya (Vice-Chancelier) de l'Université Visva-Bharati, fondée par Rabindranath Tagore dans le Bengale-Occidental.
Il a été un pionnier dans le champ de la bouddhologie et des études sur l'Inde moderne.

## Biographie
Né le 18 novembre 1898 à Srikol (district de Jessore, dans l'actuel Bangla Desh), Prabodh Chandra a obtenu en 1920 son Master diplôme en histoire et culture anciennes de l’Inde à l'Université de Calcutta.  
Il est immédiatement nommé conférencier dans la même faculté, en 1921. Cette même année, il est envoyé par son maître Sir Asutosh Mookherjee (en) (1864-1924)  à l'université Visva-Bharati, nouvellement fondée, pour étudier le bouddhisme et le chinois auprès de l'indianiste Sylvain Lévi, arrivé en novembre de cette même année, qui devait avoir une influence profonde sur Bagchi. Les deux hommes se lient rapidement d'amitié, et Bagchi suivra Lévi et son épouse dans leur voyage de 1922 au Népal, en qualité de proche collaborateur. Bagchi parlera de lui comme de « mon cher Guru Monsieur Sylvain Lévi »
Lévi envoie Bagchi dans ce qu'on pourrait appeler l'« Asie du Sud-Est indianisée », à Hanoï, alors un centre important de la recherche dans ce domaine. Il y fit la connaissance de plusieurs chercheurs majeurs et devint un pionnier en Inde dans le domaine des recherches indiennes.  Par la suite, il se rend au Japon, où S. Lévi avait découvert d'importants textes lors d'un séjour un 1897-1898. C'est ainsi que Bagchi découvre deux lexiques sino-sanskrit rédigés en chinois qu'il éditera plus tard. 
Il se rend bientôt en Europe pour continuer ses études. De 1923 à 1926, il travaille à sa thèse de doctorat, sous la direction de Sylvain Lévi, à l'université de Paris. Il suit également les cours de son maître dans les deux sections de l’École pratique des hautes études (Sciences historiques et philologiques; Sciences religieuses). 
Après sa thèse, il retourne en Inde, où il entame une brillante carrière aux universités de Calcutta et de Shantiniketan. Suivant les conseils de Lévi, Bagchi va aussi beaucoup voyager, ce qui se révèlera très fructueux pour ses recherches ultérieures.
Bagchi travaillera également avec Paul Pelliot sur les ruines antiques de la civilisation indienne en Asie centrale. Il a aussi collaboré avec Henri Maspero sur la littérature bouddhiste en chinois, avec Jules Bloch sur les textes antiques en langue pali, et avec Antoine Meillet sur l'Avestan Gathas, dont la connaissance est essentielle pour une vue globale de la religion védique.
En 1945, il est nommé à l'Université Visva-Bharati. En 1947-1948, il est professeur invité en histoire indienne à l'Université de Pékin. Il y noue des relations solides avec le Président de l'Université, Hu Shih (1891-1962), un des plus importants savants de l'époque. En 1954, il devient Vice-Chancelier de l'Université Visva-Bharati, et il soutiendra en particulier les étudiants qui se consacrent aux études chinoises et japonaises.
Il est décédé le 19 janvier 1956 à Santiniketan (Bengale-Occidental).

## Principales publications

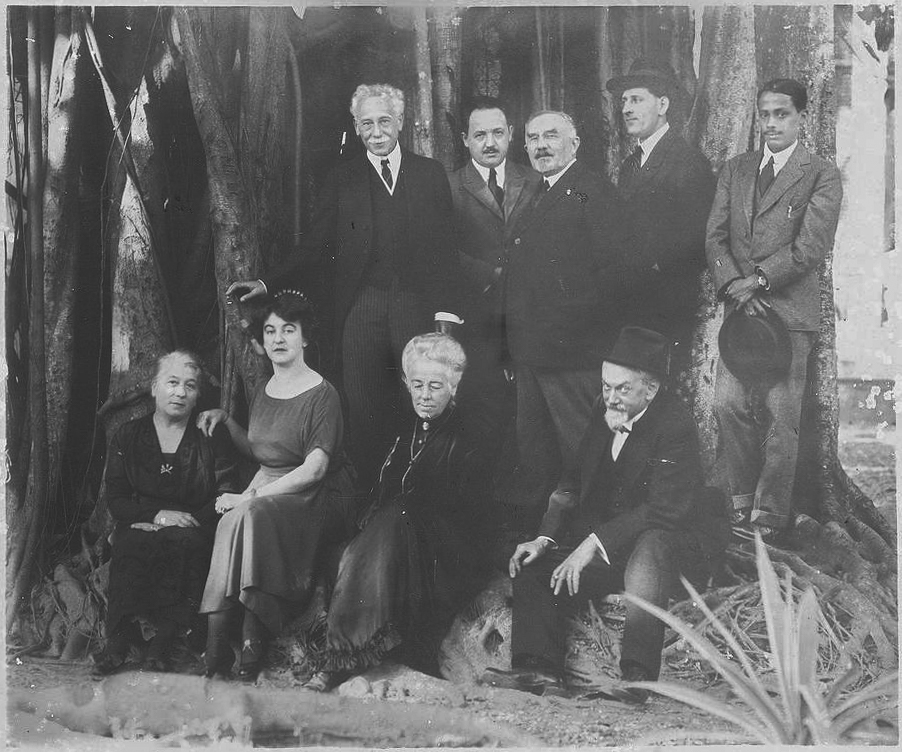
Debout de gauche à droite: Sylvain Lévi, Léonard Aurousseau, Louis Finot, Paul Demiéville, P.C. Bagchi. Assis: Mme Sylvain Lévi, Mme Jeanne Leuba-Parmentier, Mlle Lulius Van Goor et Henri Parmentier. Photographie prise devant le banian des jardins du Centre de l’EFEO à Hanoi, en 1922.

En 1927, il publie sa thèse, le Canon bouddhique en Chine. Ce travail en deux volumes contient la biographie des savants indiens, chinois et autres qui ont traduit en chinois les textes bouddhiques pali et sanskrit. Bagchi déclare que dans ce travail 

« [il se] propose de dresser un inventaire complet du « Tripitaka » chinois suivant les époques (...) [pensant] qu'il ne serait pas inutile de rendre compte, non seulement des textes que nous possédons actuellement, mais aussi de ceux qui ne sont pas parvenus jusqu'à nous, car ce n'est qu'ainsi qu'on peut arriver à comprendre l'activité des missionnaires bouddhiques en Chine. »

On lui doit un autre travail important en français: l'édition critique de deux Lexiques sanscrits-chinois antiques, l'un qui a été compilé en Asie centrale au VIIIe siècle, et l'autre qui est dû à Yi Jing (义净 I-tsing), célèbre moine chinois du VIIe siècle, connu pour son pèlerinage en Inde et ses traductions.
En 1944, il publie, en anglais cette fois-ci, l'Inde et la Chine : Mille ans de contacts sino-indiens (« India and China. A thousand years of cultural relations »), qui devient une référence des études indo-chinoises[réf. nécessaire]. Il rédige aussi India and Central Asia, un livre de très grande valeur, publié juste avant son décès, constitué largement d'une série de conférences données à Calcutta entre 1949 et 1951, alors qu'il était « Hem Chandra Basu Mallik Professor of Indian History ».

## Domaines de recherche
Sa fréquentation de nombreux chercheurs de premier plan permit à Bagchi d'acquérir une parfaite connaissance de la méthodologie occidentale. Dans ses recherches, il était très minutieux, et très attentif aux sources tant primaires que secondaires dans les occidentales et orientales, anciennes et modernes. Il  savait ainsi intégrer la preuve littéraire aux  données archéologiques. Son approche du matériel principal nécessaire à la reconstruction du passé était double : d'une part, la restauration et publication de vieux textes bouddhistes chinois, la préparation de notices, et la traduction des manuscrits antiques de différentes collections; d'autre part, l'étude d'objets archéologiques comme des pièces de monnaie, des inscriptions et d'autres vestiges monumentaux permettant d'approcher la littérature et la philosophie bouddhistes ainsi que beaucoup d'autres aspects des échanges culturels indiens couvrant un vaste gamme de sujets.
On peut dire que Bagchi a résolu beaucoup d'énigmes, grandes et petites, présentes dans les chroniques indiennes en se fondant sur une étude comparative des textes sanskrits, chinois et tibétains.
Il a été un savant de premier rang, travaillant essentiellement sur les relations culturelles entre l'Inde et la Chine, et cela à travers plusieurs champs de recherche: philologie, philosophie, histoire des religions, bouddhologie, lexicographie, diplomatie et commerce, numismatique, etc..

### Étude sur le Gange
Il a identifié le Gange de Ptolémée avec le Huangzhi (Huangchih) chinois qui a existé entre le IIe siècle av. J.-C. et le Ier siècle sur la base des rapports contenus dans l'Histoire d'Ancienne de la Dynastie Han officielle de la Chine. Les précédentes recherches l'avaient identifié avec Kanchi (Kanchipuram), sur la base d'une équivalence phonétique défectueuse et d'informations historiques insuffisantes. Mais, après l’exemple de Bagchi, il est tenu maintenant que l'on a aussi connu le Bengale, c'est-à-dire, vanga aux étrangers comme Gange.[pas clair].

### Introduction du bouddhisme en Chine
Contrairement à l’opinion traditionnelle d’après laquelle le bouddhisme est entré la Chine au Ier siècle, Bagchi a montré que le premier contact de l'Inde avec la Chine remontait au IIe siècle av. J.-C., quand des certaines notions scientifiques et cosmologiques avaient pénétré en Chine avec des nomades d'Asie centrale. Comme la théorie du bouddhisme se révélait plus riche que celle du confucianisme, et vu que la  philosophie bouddhiste est plus profonde que celle du taoïsme, les lettrés chinois s'y intéressèrent et demandèrent à la Cour impériale de favoriser l'implantation du bouddhisme sur le territoire chinois.

### Numismatique
Dans le domaine de la numismatique, Bagchi a identifié et étudié d’anciennes pièces de monnaie chinoises découvertes à Tanjore (Tamil Nadu), en 1942 et 1944. Son étude (en collaboration avec Chou Ta-fu) sur ces pièces de monnaie jette une nouvelle lumière sur les relations politiques et commerciales ininterrompues entre le Sud de l'Inde et la Chine, même après l'arrêt, au milieu du XIe siècle, des relations entre la Chine et le Nord de l'Inde. La frappe de ces monnaies s'étend entre le VIIIe et XIIIe siècles, soit les périodes des dynasties Pallava, Chola et Pandya.

### Traductions
Dans son travail Bagchi a amené au jour plusieurs textes sanskrits sur le bouddhisme traduits en chinois, qui étaient perdus jusque là. Il en a donné des éditions critiques avec traduction en anglais. Citons parmi eux les textes de Vajrayâna par Fatian 法天 (Dharmadeva), le Pratitya-samutpada-sûtra commenté par Vasubandhu (avant le Ve siècle apr. J.-C.), le Sûtra prêché par Ravana pour guérir les maladies d'enfant, le Sûtra sur les douze ans de la vie errante de Bouddha (IIIe au Ve siècle apr. J.-C.) ou l'histoire de Dhanika dans les divers textes de Vinaya, le Catalogue géographique de l'Yaksas dans le Mahâmâyurî, ainsi que plusieurs autres textes.
Bagchi est apparu sur la scène culturelle au temps où les Indiens les plus instruits étaient ignorants de ou indifférents à l'héritage chinois aux multiples facettes, ainsi qu'à son importance pour l'histoire indienne. Il a exploré en profondeur les volumineux ouvrages du  vinaya, ainsi que d'autres œuvres littéraires en chinois. On lui doit des études comparatives de textes, qui ont révélé les ressemblances et les différences des versions différentes et  soulevé des questions qui ont fourni nombre de sujets d'étude aux savants.

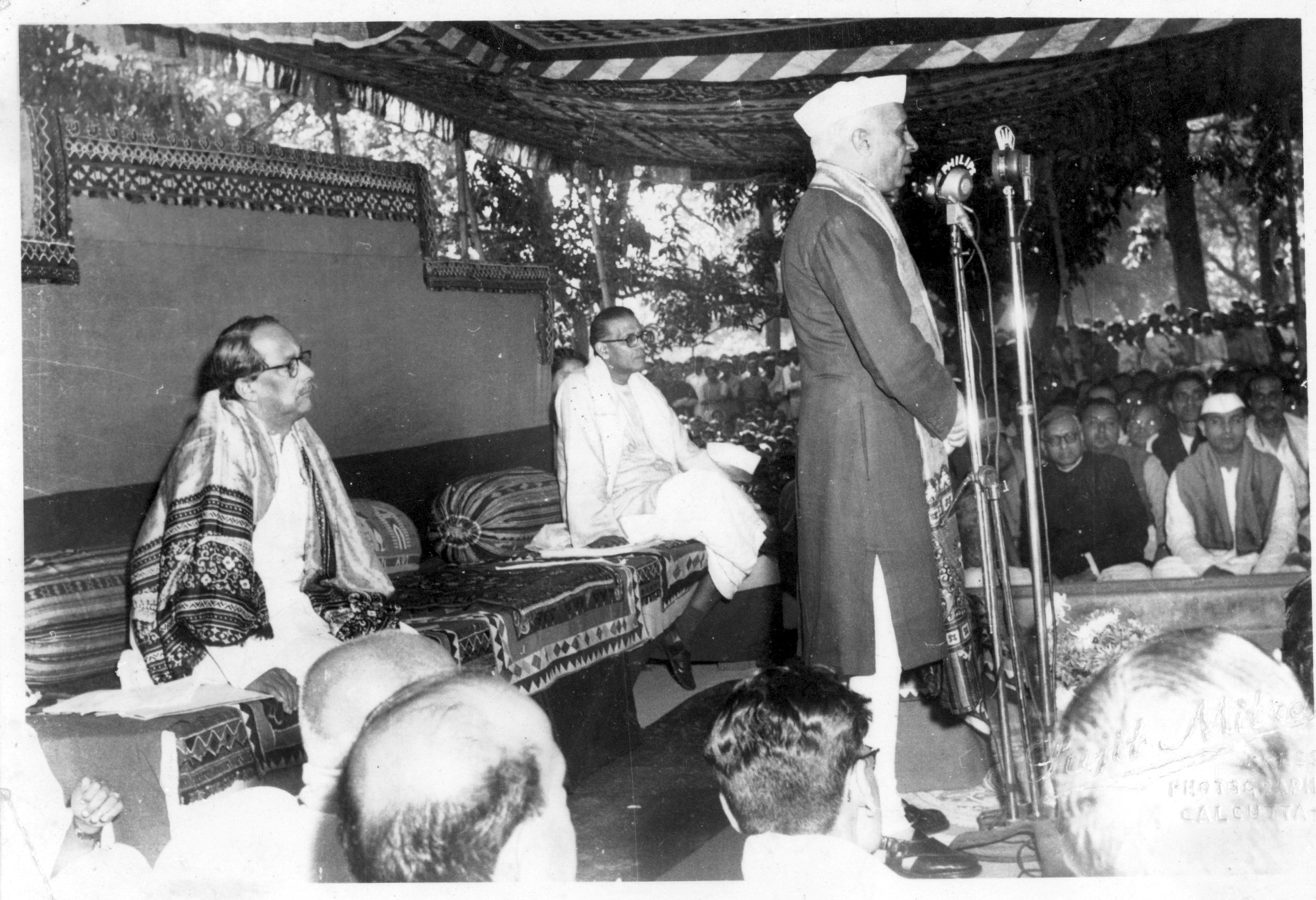
Nehru tenant un discours à Visva-Bharati. À gauche derrière lui, assis, le Vice-Chancelier P.C. Bagchi.

### Ouvrages
- Le Canon bouddhique en Chine. Les traducteurs et les traductions, vol. 1, Paris, Paul Geuthner, 1938, LII, 436 (présentation en ligne, lire en ligne)
- Le Canon bouddhique en Chine. Les traducteurs et les traductions, vol. 2, Paris, Paul Geuthner, 1927, 152 p. (lire en ligne)
- Deux lexiques sanskrit-chinois. Fan yu tsa ming de Li Yen et Fan yu ts'ien tseu wen de Yi-tsing, Paris, Paul Geuthner, vol. 1, 1929; vol. 2, 1937
- (en) Studies in the Tantras, Calcutta, University of Calcutta, 1939 (réimpr. 1975), 114 p.
- (en) India and China. A thousand years of cultural relations, Bombay, Hind Kitabs Ltd, 1950, second edition, revised and enlarged (1re éd. 1944), viii, 234
- (en) India and Central Asia, Calcutta, National Council of Education Jadavpur, 1955, 184 p.
- (en) Bangwei Wang and Tansen Sen (Eds.), India and China: Interactions through Buddhism and Diplomacy. A Collection of Essays by Professor Prabodh Chandra Bagchi, Delhi, Anthem Press, 2011, 272 p. (ISBN 9780857288219, DOI 10.7135/UPO9780857288219)Description de l'éditeur: This volume collates the classic works of the preeminent Indian scholar of Chinese history and Buddhism, Professor Prabodh Chandra Bagchi (1898-1956)

### Études
: document utilisé comme source pour la rédaction de cet article.
- (en) Akira  YUYAMA, « Prabodh Chandra Bagchi (1898-1956). A Model in the Beginnings of Indo-sinic Philology », Annual Report of The International Research Institute for Advanced Buddhology at Soka University for the Academic Year 2001,‎ 2002, p. 135-146 (lire en ligne, consulté le 5 mars 2021).